# Player killer
Player Killer (PK, PKer [píkr]; hráč zabiják, p-káčko) je označení pro zabijáka hráčů v online počítačové hře. Jedná se o styl hry, kdy hráč zabíjí svévolně jiné hráče. PK se vyskytují v některých online hrách (MMORPG) jako je třeba Ultima Online, Lineage 2 a další.
Činnost PK se liší ostatních bojů mezi hráči (PvP – Player vs Player), což jsou boje frakcí nebo klanů. Zatímco pro ostatní typy PvP je charakteristické, že hráči se do těchto bojů dobrovolně přihlásili, např. vstupem do frakce, zde lze hovořit o vnucovaném PvP.
To je některým hráčům nepříjemné. PK obvykle nejvíc vadí začínajícím hráčům, protože většinou nemají žádnou šanci se ubránit. Opačný názor mívají někteří déle hrající hráči, často ti kteří v dané hře sami mají PK postavy. Těm PK zvyšuje napínavost hry (adrenalin).
Pro PK je typická také převaha nad napadeným. PK si velmi často volí za cíl začátečnické postavy na nízké úrovni schopností. Díky tomu vyhrají velmi rychle, často „na jednu ránu“. PK proto vyhledávají lokace, kde se tito slabší hráči vyskytují a po jejich vybití se přesouvají do jiných (např. „obíhání dolů“ v Ultimě). Lze říci, že PK ztěžují začátečníkům vstup do hry. Není to však nutná podmínka – jsou PK, kteří vyhledávají hráče na stejné úrovni jako jsou sami. Přesto i ti obvykle využijí každou příležitost k zabití slabšího nebo nepřipraveného hráče.
Věkově jsou mezi PK zastoupeni více mladší hráči. S přibývajícím věkem (zhruba od 20 let) silně klesá pravděpodobnost, že hráč bude PK.

## Penalizace PK
Přestože by se mohlo zdát, že činnost PK je velmi snadná, ve většině MMORPG je opak pravdou. Autoři her totiž přidávají do her nejrůznější omezení pro PK aby zajistili hratelnost pro co největší počet hráčů.
- V původní Ultimě Online postava získá status PK po 3 zabitích nevinných postav. PK postavy mají jméno napsané červenou barvou (kvůli varování). Kromě toho nesmí chodit do většiny měst (stráže je ihned zabijí). Navíc pokud někdo jiný svévolně napadá a zabíjí PK postavy, status PK nezíská. Hráči to obchází zakládáním dalších postav, které používají pro činnosti jež nemohou vykonávat jejich PK postavy (např. obchod ve městech).

- Ve hře Lineage 2 z roku 2003 šli její autoři ještě mnohem dále. Stráže jsou rozmístěné i po krajině v začátečnických lokacích. Pokud hráč má status PK 5 a více, začíná postava při smrti dropovat nasazené věci, zatímco běžné postavy nedropují skoro vůbec, proto většina PK hráčů má na svých postavách levné věci, u kterých není taková katastrofa když je vydropnou, avšak najdou se také hráči kteří naopak svoje PK vybaví něčím drahým, tím pádem jsou těžšími protivníky. To vede k tomu, že se někteří hráči specializují na zabíjení PK a pořádají na ně hony.

## Trendy
Ze strany hráčů je trend ke zvyšování tendence hráčů být PK, pokud k tomu jsou v dané hře vhodné podmínky. V začátcích MMORPG měli připojení vhodné k hraní těchto her spíše lidé vzdělanější, finančně lépe situovaní a starší. Měli tedy menší tendence stát se PK. Je to důsledek toho, jak se postupem času připojení k internetu stává levnějším a rozšířenějším.
Dalším trendem (který se netýká jen MMORPG) je větší pohodlnost hráčů. Dříve měly hry obecně vyšší obtížnost než dnes. Bylo to dáno tím, že hry byly něco nového a hráči k jejich hraní byli ochotni vynaložit větší úsilí. Z hlediska MMORPG byli dříve hráči tedy i ochotnější snášet určité příkoří ze strany PK. Dnes také mají hráči mnohem více možností přejít ke konkurenci.
Ze strany výrobců her je trend preferující ostatní způsoby PvP. Buď pro PK zavádějí stále razantnější omezení nebo možnost být PK zcela ruší a přicházejí s jinými koncepty. Důvodem je snaha zajistit hře dostatečný počet hráčů.
- V novějších verzích Ultimy Online se např. nacházejí celé nové mapy, kam se PK nedostanou. Také je přibylo pojištění majetku hráčů a je více newbie předmětů. To jsou předměty, které po smrti postavě zůstanou (a tedy je nezíská PK)

- Ve hře World of Warcraft, která je v současnosti nejpopulárnější, není možné být PK vůbec. Hráč může napadat pouze postavy znepřátelené rasy. Aby se dostal do začátečnických lokací, musel by projít rozlehlým územím nepřítele, což je skoro vyloučené.